# Piz Signina
Der Piz Signina ist der namensgebende Gipfel der Signinagruppe in den Adula-Alpen in der Schweiz. Der höchste Gipfel der Gruppe ist der Piz Fess (2874 m). Am Piz Signina fallen im Osten schroffe Felswände ins Safiental und im Westen steile Schutthalden und Schluchten in Richtung Riein im Val Lumnezia.
Der Name leitet sich von der ehemaligen Walsersiedlung Signina ab, die sich am Westfuss des Piz Signinas im Val Lumnezia befindet.

## Zugang
Der Piz Signina wird von Safien Platz/Zalöner Hütta aus über das Güner Lückli (2470 m) und das Günerhorn (T5 SAC-Wanderskala) erstiegen.

## Signinagruppe
Die Gipfel der Signinagruppe (rätoromanisch: Cadeina dil Signina) sind von Norden nach Süden: Schlüechtli (2283 m). Nolla (2384 m), Tällistock (2604 m), Piz Riein (2752 m), Unterhorn (2556 m), Oberhorn (2796 m), Piz Fess (2874 m), Piz Signina und Günerhorn (2851 m). Die Signinagruppe thront über der Ruinalta (Vorderrheinschlucht) und bildet den südlichen Teil des Panoramas der Skiorte Flims und Laax.
Ihre Horizontkulisse bildete wichtige südliche Peilpunkte für die in der Mittleren Bronzezeit erschaffenen astronomischen Steinreihen des Parc la Mutta bei Falera.